# Hetaerina curvicauda
Hetaerina curvicauda là loài chuồn chuồn trong họ Calopterygidae. Loài này được Garrison mô tả khoa học đầu tiên năm 1990.